# Arasilankumari
Arasilankumari (Tamilisch: அரசிளங்குமரி) ist ein tamilischer Film des Regisseurs A. S. A. Sami aus dem Jahr 1961.

## Handlung
Durch einen Trick entführt und heiratet Vetrivelan, der General des Königs von Mullai Nadu, Arivazhgans Schwester Anbukarasi. Der König von Mullai Nadu bedenkt mit einem Teil seines Testaments seine Tochter Azhagurani, mit dem anderen seinen Freund Manimaraboopathi, den König von Naga Nadu. Er verfügt, dass das Testament nicht vor dem 19. Geburtstag von Azhagurani eröffnet wird.
Nach dem Tod des Königs übernimmt der schurkische Vetrivelan die Herrschaft. Er verstößt seine Frau und versucht sich an die Prinzessin heranzumachen. Diese jedoch liebt Arivazhgan. Sie flieht und versteckt sich unter falscher Identität beim Vater Vetrivelans. Dort bekommt sie ein Kind.
An Azhaguranis 19. Geburtstag begibt sich Arivazhgan zu Vetrivelan, um ihn wegen der Rechte seiner Geliebten und seiner Schwester herauszufordern. Dabei kommt zu Tage, dass Vetrivelan sich den Königsposten mit der Veröffentlichung eines falschen Testaments erschlichen hat. Arivazhgan enthüllt jedoch die Wahrheit. Als er Vetrivelan töten will, stellt sich Anbukarasi dazwischen und bittet um Gnade für ihren Ehemann. Vetrivelan bereut seine Taten und macht den Weg frei für wahre Demokratie in Mullai Nadu.